# حاجی بابا
حاجی بابا مربوط به دوره اسلامی قرن ۶ تا ۸ ه.ق است و در شهرستان تکاب، بخش مرکزی، دهستان انصار، روستای حاجی بابا سفلی واقع شده است. این اثر در تاریخ ۳۰ دی ۱۳۸۵ با شمارهٔ ثبت ۱۶۷۷۵ به عنوان یکی از آثار ملی ایران به ثبت رسیده است.